# Eddie Campbell
Eddie Campbell (10 agosto 1955) è un fumettista e disegnatore scozzese che ora vive in Australia.
Probabilmente meglio noto come l'illustratore e l'editore di From Hell (scritto da Alan Moore), Campbell è anche il creatore delle storie semi-autobiografiche Alec, e di Bacchus (conosciuto anche come Deadface), una serie d'avventura sarcastica sui pochi dei greci che sono sopravvissuti fino ai giorni nostri. Il suo graphic novel The Fate of the Artist, che investiga scherzosamente l'improvvisa scomparsa di Campbell, è stato pubblicato nel maggio del 2006 da First Second Books. Il suo ultimo graphic novel, The Black Diamond Detective Agency, anch'esso pubblicato dalla First Second Books, è dato in uscita per la primavera del 2007.
Il suo stile dal tratto ruvido è stato influenzato dagli impressionisti, illustratori dell'età della "scrittura liberata" come Phil May, Charles Dana Gibson, John Leech e George du Maurier, e cartoonist come Milton Caniff e Frank Frazetta (in particolare la sua striscia Johnny Comet). Il suo modo di scrivere è stato paragonato a quello di Jack Kerouac e Henry Miller.

## Opere
- Alec:
  - The King Canute Crowd (2000)
  - Three Piece Suit (che raccoglie Graffiti Kitchen, Little Italy, e The Dance of Lifey Death, 2001)
  - How to be an Artist (2001)
  - After the Snooter (2002)
- Bacchus:
  - Vol 1: Immortality Isn't Forever (1995)
  - Vol 2: The Gods of Business (con Ed Hillyer, 1996)
  - Vol 3: Doing the Islands with Bacchus (1997)
  - Vol 4: The Eyeball Kid - One Man Show (con Ed Hillyer, 1998)
  - Vol 5: Earth, Water, Air, Fire (con Wes Kublick, 1998)
  - Vol 6: The 1001 Nights of Bacchus (2000)
  - Vol 7/8: The Eyeball Kid Double Bill (con Wes Kublick, 2002)
  - Vol 9: King Bacchus (con Pete Mullins, 1996)
  - Vol 10: Banged Up (con Pete Mullins e Marcus Moore, 2001)
- Catalyst: Agents of Change 1-5(scrittore, con Pete Ford, 1994)
- From Hell (con Alan Moore, 2000)
- The Birth Caul (adattamento da Alan Moore performance art piece, 1999)
- Snakes and Ladders (adattamento da Alan Moore performance art piece, 2001)
- Egomania 1-2 (2002)
- Batman: The Order of Beasts (con Darren White, 2004)
- Captain America: Homeland ("Requiem" story in due parti con Robert Morales, 2004)
- A Disease Of Language (ristampa cartonata di The Birth Caul e Snakes and Ladders più altri, 2005)
- The Fate Of The Artist (2006)

## Riferimenti e note a piè di pagina
- The Comics Journal Message Board Thread, su The Comics Journal Message Board: NYTimes Mag Article 7/11/04 - within which Eddie Campbell formulated his Graphic Novel Manifesto). URL consultato il 1º maggio 2005.
- The Eddie Campbell Interview, su (September, 2004) Graphic Novel Review In Depth - The Eddie Campbell Interview - Sidebar - Eddie Campbell's (Revised) Graphic Novel Manifesto. URL consultato il 1º maggio 2005 (archiviato dall'url originale il 4 aprile 2005).
- The Eddie Campbell Interview, su (January, 2005) Campbell and Dirk Deppey discuss "comic book culture" vs. "graphic novel culture". URL consultato il 17 aprile 2006 (archiviato dall'url originale il 5 maggio 2006).
- Comic Book Awards Almanac, su users.rcn.com. URL consultato l'8 maggio 2007 (archiviato dall'url originale il 24 aprile 2007).

### Interviste
- (IT)  Intervista a Eddie Campbell su Fumettologica, 2013
- (IT, EN)  Intervista a Eddie Campbell realizzata da ComicUS, 2009
- (EN)  Eddie Campbell intervista se stesso in 8 cartoni, 2006
- (EN)  Tom Spurgeon, 2006
- (EN)  The Comics Journal (estratto dal n.273, 2005
- (EN)  Ain't It Cool News 2001
- (EN)  Comic Book Galaxy, 2001
- (EN)  Silverbullets.com 2001
- (EN)  Ultrazine, 28 dicembre 2000
- (EN)  Mars Import maggio, 2000
- (EN)  Tabula Rasa, 1994

### Recensioni
- (EN)  Alec: Come essere un artista Archiviato il 10 marzo 2007 in Internet Archive. recensione di Time.com
- (EN) Warren Ellis su ALEC: The King Canute Crowd, su comicbookresources.com. URL consultato l'8 maggio 2007 (archiviato dall'url originale il 2 marzo 2007).

| Controllo di autorità | VIAF (EN) 32167030 · ISNI (EN) 0000 0001 0885 4332 · Europeana agent/base/60929 · LCCN (EN) n93073483 · GND (DE) 123700515 · BNE (ES) XX839593 (data) · BNF (FR) cb135761389 (data) · J9U (EN, HE) 987007301633805171 · NDL (EN, JA) 01177141 |